# Capavenir-Vosges
Capavenir-Vosges – gmina we Francji, w regionie Grand Est, w departamencie Wogezy. W 2013 roku liczba ludności wynosiła 9073 mieszkańców. 
Gmina została utworzona 1 stycznia 2016 roku z połączenia trzech ówczesnych gmin: Girmont, Oncourt oraz Thaon-les-Vosges. Siedzibą gminy została miejscowość Thaon-les-Vosges.